# Zentralamerika- und Karibikspiele 1998
Die 18. Zentralamerika- und Karibikspiele fanden vom 8. bis 22. August 1998 in der venezolanischen Stadt Maracaibo statt.
Kubas Sportler gewannen 191 Goldmedaillen in insgesamt 379 Wettbewerben. Mexiko belegte mit 60 Goldmedaillen den zweiten Rang im Medaillenspiegel, vor Venezuela mit 56 Goldmedaillen.

## Teilnehmende Nationen
32 Länder nahmen mit insgesamt 4115 Athleten an den Zentralamerika- und Karibikspielen teil. Dominica gab sein Debüt.
| - Amerikanische Jungferninseln - Antigua und Barbuda - Aruba - Bahamas - Barbados - Belize - Bermuda - Britische Jungferninseln - Cayman Islands - Costa Rica - Dominica | - Dominikanische Republik - El Salvador - Guatemala - Grenada - Guyana - Haiti - Honduras - Jamaika - Kolumbien - Kuba - Mexiko | - Nicaragua - Niederländische Antillen - Panama - Puerto Rico - St. Kitts und Nevis - St. Lucia - St. Vincent und die Grenadinen - Suriname - Trinidad und Tobago - Venezuela |

## Sportarten
Bei den Zentralamerika- und Karibikspielen waren 30 Sportarten im Programm. Aus dem Programm fielen Handball, Kanu, Wasserspringen und die Wettbewerbe im Rollschuh. Neu wurden Triathlon und Rhythmische Sportgymnastik ins Programm aufgenommen. Die Ruderwettbewerbe wurden in Guatemala ausgetragen.
| - Baseball - Basketball - Bogenschießen - Bowling - Boxen - Fechten - Fußball - Gewichtheben - Hockey - Judo | - Karate - Leichtathletik - Racquetball - Radsport - Reiten - Rhythmische Sportgymnastik - Ringen - Rudern - Schießen - Schwimmen | - Segeln - Softball - Synchronschwimmen - Taekwondo - Tennis - Tischtennis - Triathlon - Turnen - Volleyball - Wasserball |

## Medaillenspiegel
| Platz | Land                         | Gold | Silber | Bronze | Gesamt |
| ----- | ---------------------------- | ---- | ------ | ------ | ------ |
| 01    | Kuba                         | 191  | 76     | 68     | 335    |
| 02    | Mexiko                       | 60   | 87     | 67     | 214    |
| 03    | Venezuela                    | 56   | 68     | 67     | 191    |
| 04    | Kolumbien                    | 19   | 44     | 51     | 114    |
| 05    | Puerto Rico                  | 11   | 21     | 48     | 80     |
| 06    | Dominikanische Republik      | 7    | 20     | 45     | 72     |
| 07    | Jamaika                      | 7    | 12     | 11     | 30     |
| 08    | Suriname                     | 7    | 1      | —      | 8      |
| 09    | El Salvador                  | 5    | 10     | 22     | 37     |
| 10    | Guatemala                    | 3    | 11     | 22     | 36     |
| 11    | Panama                       | 3    | 6      | 4      | 13     |
| 12    | Niederländische Antillen     | 3    | 2      | 6      | 11     |
| 13    | Costa Rica                   | 2    | 3      | 5      | 10     |
| 14    | Barbados                     | 2    | 2      | 4      | 8      |
| 15    | Trinidad und Tobago          | 1    | 8      | 6      | 15     |
| 16    | Bahamas                      | 1    | 1      | 4      | 6      |
| 17    | Amerikanische Jungferninseln | 1    | 1      | —      | 2      |
| 18    | Nicaragua                    | —    | 2      | 6      | 8      |
| 19    | Honduras                     | —    | 1      | 5      | 6      |
| 20    | Haiti                        | —    | —      | 3      | 3      |
| 21    | Aruba                        | —    | —      | 1      | 1      |
| 21    | Guyana                       | —    | —      | 1      | 1      |